# Roy Marble
Roy Marble, né le 13 décembre 1966, à Flint, au Michigan et mort le 11 septembre 2015, à Lansing, au Michigan, est un ancien joueur américain de basket-ball. Il évolue aux postes d'arrière et d'ailier. Il est le père du basketteur Roy Devyn Marble.

## Palmarès
- McDonald's All-American 1985